# North Bay Ingonish
North Bay Ingonish (do 5 listopada 1953 North Bay) – zatoka (ang. bay) w kanadyjskiej prowincji Nowa Szkocja, w hrabstwie Victoria, na południe od zatoki Aspy Bay; nazwa North Bay urzędowo zatwierdzona 21 kwietnia 1936.